# Vòng chung kết giải bóng đá trong nhà vô địch quốc gia 2017
Vòng chung kết giải bóng đá trong nhà vô địch quốc gia 2017 (hay còn gọi là Giai đoạn 2 của Giải futsal vô địch quốc gia 2017) thi đấu theo thể thức vòng tròn hai lượt, lượt đi từ 8 đến 22/4 và lượt về từ 10 – 24/6/2017 để tính điểm, xếp hạng chung cuộc. Tham dự giai đoạn 2 có 10 đội gồm 6 đội có thứ hạng tốt tại giải vô địch quốc gia 2016 là Thái Sơn Nam, Sanna Khánh Hòa, Sanatech Khánh Hòa, Tân Hiệp Hưng, Cao Bằng, Thái Sơn Bắc cùng 4 đội đã vượt qua vòng loại là Hải Phương Nam Phú Nhuận, Sài Gòn FC, Hoàng Thư Đà Nẵng và Sanest Tourist Khánh Hòa. Các đội xếp từ thứ 1 đến thứ 6 tại giải Futsal Vô địch Quốc gia HDBank 2017 sẽ được đặc cách tham dự Giai đoạn II giải Futsal Vô địch Quốc gia năm 2018, các đội khác sẽ phải tham dự vòng loại. Các đội xếp thừ thứ 1 đến thứ 5 sẽ được đặc cách tham dự Giai đoạn II giải Futsal Cúp Quốc gia HDBank 2017. Đội Vô địch giải Futsal Vô địch Quốc gia HDBank 2017 sẽ đại diện Việt Nam tham dự giải Futsal Vô địch các CLB châu Á; đội xếp thứ Nhì sẽ tham dự giải Vô địch các câu lạc bộ Futsal Đông Nam Á.
- Ban tổ chức và lãnh đội các đội bóng đã công bố thời gian thi đấu cho vòng chung kết của mùa giải vào ngày 4 tháng 4 năm 2017 tại sân vận động Thống Nhất.[2] Thời gian khai mạc Giai đoạn 2: 17 giờ 00, ngày 8 tháng 4 năm 2017 tại Nhà thi đấu Quân khu 7, Thành phố Hồ Chí Minh. Các trận đấu được tổ chức tại Nhà thi đấu thể dục thể thao Quân khu 7, Thành phố Hồ Chí Minh.
- Thời gian được liệt kê theo giờ Việt Nam (UTC+7:00).

## Bảng xếp hạng
| VT | Đội                      | ST | T  | H | B  | BT | BB | HS  | Đ  | Thăng hạng hoặc xuống hạng                             |
| -- | ------------------------ | -- | -- | - | -- | -- | -- | --- | -- | ------------------------------------------------------ |
| 1  | Thái Sơn Nam             | 18 | 14 | 3 | 1  | 82 | 31 | +51 | 45 | Đủ điểu kiện tham dự AFC Futsal Club Championship 2018 |
| 2  | Sanatech Khánh Hòa       | 18 | 11 | 6 | 1  | 65 | 38 | +27 | 39 | Đủ điểu kiện tham dự AFF Futsal Club Championship 2018 |
| 3  | HPN Phú Nhuận            | 18 | 12 | 1 | 5  | 54 | 38 | +16 | 37 |                                                        |
| 4  | Sanna Khánh Hòa          | 18 | 9  | 2 | 7  | 49 | 42 | +7  | 29 |                                                        |
| 5  | Sài Gòn                  | 18 | 7  | 4 | 7  | 38 | 41 | −3  | 25 |                                                        |
| 6  | Thái Sơn Bắc             | 18 | 6  | 6 | 6  | 47 | 51 | −4  | 24 |                                                        |
| 7  | Cao Bằng                 | 18 | 5  | 4 | 9  | 30 | 44 | −14 | 19 | Giai đoạn 1 của Mùa giải 2018                          |
| 8  | Tân Hiệp Hưng            | 18 | 4  | 3 | 11 | 38 | 54 | −16 | 15 | Giai đoạn 1 của Mùa giải 2018                          |
| 9  | Hoàng Thư Đà Nẵng        | 18 | 4  | 2 | 12 | 31 | 53 | −22 | 14 | Giai đoạn 1 của Mùa giải 2018                          |
| 10 | Sanest Tourist Khánh Hòa | 18 | 2  | 1 | 15 | 32 | 74 | −42 | 7  | Giai đoạn 1 của Mùa giải 2018                          |

## Kết quả chi tiết

### Lượt đi

#### Vòng 1
| Sanest Tourist Khánh Hòa | 1–3     | Hoàng Thư Đà Nẵng                      |
| ------------------------ | ------- | -------------------------------------- |
| Nghiêm Gia Hiển 25'      | Youtube | Dương Văn An · Đoàn Ngọc Hào · Lê Tuấn |

| Hải Phương Nam Phú Nhuận | 1–4     | Santech Khánh Hòa                                               |
| ------------------------ | ------- | --------------------------------------------------------------- |
| Mai Thành Danh Toại      | Youtube | Trần Hữu Thành · Trần Tuyên · Khổng Đình Hùng · Nguyễn Văn Hạnh |

| Thái Sơn Bắc                   | 2–2     | Cao Bằng                          |
| ------------------------------ | ------- | --------------------------------- |
| Phùng Mạnh Quý · Từ Minh Quang | Youtube | Bùi Mạnh Dũng · Nguyễn Tuấn Thành |

| Thái Sơn Nam                 | 2–1                 | Sanna Khánh Hòa |
| ---------------------------- | ------------------- | --------------- |
| Huỳnh Quốc Tâm · Lê Quốc Nam | Youtube Lễ Khai mạc | Lê Anh Tuấn 40' |

| Tân Hiệp Hưng     | 1–1     | Sài Gòn FC        |
| ----------------- | ------- | ----------------- |
| Phan Thành Nguyện | Youtube | Nguyễn Hoàng Minh |

#### Vòng 2
| Sanatech Khánh Hòa | 1–2     | Thái Sơn Bắc                      |
| ------------------ | ------- | --------------------------------- |
| Nguyễn Quốc Bảo    | Youtube | Phùng Mạnh Quý · Nguyễn Thành Tín |

| Cao Bằng        | 2–0     | Sanest Tourist Khánh Hòa |
| --------------- | ------- | ------------------------ |
| Phạm Văn Nguyên | Youtube | Lê Hồng Quý 38' (p.l.n.) |

| Sài Gòn FC                                                    | 3–4     | Hải Phương Nam Phú Nhuận                              |
| ------------------------------------------------------------- | ------- | ----------------------------------------------------- |
| Trần Chí Nhật · Nguyễn Hữu Thắng · Nguyễn Hồng Kông (p.l.n.)' | Youtube | Đinh Văn Toàn · Đoàn Văn Định · Nguyễn Phước Quý Sang |

| Hoàng Thư Đà Nẵng  | 1–0     | Sanna Khánh Hòa |
| ------------------ | ------- | --------------- |
| Trần Văn Trung 38' | Youtube |                 |

| Tân Hiệp Hưng                                   | 3–3     | Thái Sơn Nam                               |
| ----------------------------------------------- | ------- | ------------------------------------------ |
| Tôn Thất Dinh · Nguyễn Hoàng Ái · Trần Tấn Đông | Youtube | Phạm Đức Hòa · Trần Thái Huy · Lê Quốc Nam |

#### Vòng 3
| Thái Sơn Nam                                   | 4–0     | Cao Bằng |
| ---------------------------------------------- | ------- | -------- |
| Nguyễn Đắc Huy · Lê Quốc Nam · Nguyễn Minh Trí | Youtube |          |

| Sanna Khánh Hòa | 2–0     | Sài Gòn FC |
| --------------- | ------- | ---------- |
| Nguyễn Nhớ      | Youtube |            |

| Hoàng Thư Đà Nẵng       | 2–2     | Sanatech Khánh Hòa               |
| ----------------------- | ------- | -------------------------------- |
| Lê Tuấn · Đoàn Ngọc Hào | Youtube | Nguyễn Quốc Bảo · Dương Anh Tùng |

| Sanest Tourist Khánh Hòa  | 2–2     | Tân Hiệp Hưng                        |
| ------------------------- | ------- | ------------------------------------ |
| Đỗ Anh Tuấn · Lê Hồng Quý | Youtube | Phan Thành Nguyện · Nguyễn Văn Trung |

| Thái Sơn Bắc     | 1–3     | Hải Phương Nam Phú Nhuận                             |
| ---------------- | ------- | ---------------------------------------------------- |
| Nguyễn Thành Tín | Youtube | Vũ Quốc Hưng · Đinh Văn Toàn · Nguyễn Ngọc Thanh Phú |

#### Vòng 4
| Sài Gòn FC                        | 2–0     | Hoàng Thư Đà Nẵng |
| --------------------------------- | ------- | ----------------- |
| Trần Chí Nhật · Trần Như Nhất Hội | Youtube |                   |

| Sanatech Khánh Hòa | 1–1     | Cao Bằng        |
| ------------------ | ------- | --------------- |
| Trần Tuyên         | Youtube | Trần Nhật Trung |

| Thái Sơn Bắc                                                     | 3–6     | Thái Sơn Nam                                 |
| ---------------------------------------------------------------- | ------- | -------------------------------------------- |
| Nguyễn Văn Quốc Huy (p.l.n.)' · Phạm Tấn Phát · Nguyễn Thành Tín | Youtube | Lê Quốc Nam · Nguyễn Minh Trí · Phạm Đức Hòa |

| Tân Hiệp Hưng     | 1–3     | Sanna Khánh Hòa                |
| ----------------- | ------- | ------------------------------ |
| Tôn Thất Dinh 39' | Youtube | Đoàn Tấn Đạt 36' · Lê Anh Tuấn |

| Hải Phương Nam Phú Nhuận                                                        | 4–0     | Sanest Tourist Khánh Hòa |
| ------------------------------------------------------------------------------- | ------- | ------------------------ |
| Mai Thành Danh Toại · Đoàn Văn Định · Nguyễn Thanh Tuấn · Nguyễn Ngọc Thanh Phú | Youtube |                          |

#### Vòng 5
| Sanatech Khánh Hòa                                                                                   | 5–2     | Tân Hiệp Hưng |
| --- | ------- | ------------- |
| Dương Anh Tùng (p.l.n.)' · Trần Hữu Thành · Trần Tuyên · Khổng Đình Hùng · Nguyễn Quốc Bảo (p.l.n.)' | Youtube |               |

| Cao Bằng | 0–1     | Hải Phương Nam Phú Nhuận |
| -------- | ------- | ------------------------ |
|          | Youtube | Nguyễn Hữu Thiện         |

| Sanna Khánh Hòa                       | 4–1     | Sanest Tourist Khánh Hòa |
| ------------------------------------- | ------- | ------------------------ |
| Mai Thành Đạt 2', 20' · Dung 10', 24' | Youtube | Nguyễn Phúc 31'          |

| Thái Sơn Nam                                                   | 4–1     | Sài Gòn FC           |
| -------------------------------------------------------------- | ------- | -------------------- |
| Nguyễn Minh Trí 21', 37' · Trần Thái Huy 23' · Trần Văn Vũ 40' | Youtube | Nguyễn Hữu Thắng 38' |

| Hoàng Thư Đà Nẵng                                                                           | 5–2     | Thái Sơn Bắc                           |
| ------------------------------------------------------------------------------------------- | ------- | -------------------------------------- |
| Mai Đăng Phước 4' · Trần Phương Bá Thành 10' · Trần Văn Trung 19', 36' · Huỳnh Văn Phúc 28' | Youtube | Vũ Đức Tùng 4' · Nguyễn Thành Tính 35' |

#### Vòng 6
| Sanna Khánh hòa                                                                                        | 6–2     | Cao Bằng FC                        |
| --- | ------- | ---------------------------------- |
| Phan Khắc Chí 3', 34' · Trần Văn Thanh 6' · Nguyễn Nhớ 24' · Mai Thành Đạt 24' · Nguyễn Đình Ý Hòa 35' | Youtube | Lưu Nhất Tiến 15' · N Ze Z'Dam 25' |

| Hải Phương Nam Phú Nhuận         | 2–3     | Tân Hiệp Hưng                           |
| -------------------------------- | ------- | --------------------------------------- |
| Lê Tấn Tiếp 18' · Đỗ Hoài An 31' | Youtube | Đặng Anh Tài 16' · Cổ Trí Việt 36', 38' |

| Thái Sơn Bắc                                                         | 2–4     | Sài Gòn FC                                  |
| -------------------------------------------------------------------- | ------- | ------------------------------------------- |
| Hoàng Tuấn Vũ 11' · Vũ Đức Tùng 31' · Nguyễn Văn Trường 37' (p.l.n.) | Youtube | Nguyễn Hồng Kông 3' · Trần Chí Nhật 8', 33' |

| Hoàng Thư Đà Nẵng    | 2–8     | Thái Sơn Nam |
| -------------------- | ------- | --- |
| Trần Văn Tấn Tài 40' | Youtube | Nguyễn Đắc Huy 6' · Lâm Tấn Phát 8' · Trần Văn Vũ 19' · Vũ Xuân Du 19' (p.l.n.) 20' · Lê Quốc Nam 21' · Tôn Thất Phi 28' · Lương Thái Huy 35' · Trần Thái Huy 39' |

| Sanest Tourist Khánh Hòa | 1–7     | Sanatech Khánh Hòa |
| ------------------------ | ------- | --- |
| Đỗ Anh Tuấn 38'          | Youtube | Nguyễn Phúc 2' · Nguyễn Văn Hạnh 7', 17' · Trần Minh Tuấn 9' · Khổng Đình Hùng 26' · Ý Nghĩa Eban 28' · Nguyễn Quốc Bảo 40' |

#### Vòng 7
| Tân Hiệp Hưng | 0–1     | Thái Sơn Bắc |
| ------------- | ------- | ------------ |
|               | Youtube | Lê Đức Hiếu  |

| Thái Sơn Nam                                                                                         | 7–2     | Hải Phương Nam Phú Nhuận                   |
| --- | ------- | ------------------------------------------ |
| Phạm Đức Hòa 4' · Trần Văn Vũ 9', 15', 34' · Tôn Thất Phi 19' · Lương Thái Huy 23' · Lê Quốc Nam 37' | Youtube | Đoàn Văn Định 3' · Mai Thành Danh Toại 39' |

| Sanatech Khánh Hòa                                            | 3–2     | Sanna Khánh Hòa                   |
| ------------------------------------------------------------- | ------- | --------------------------------- |
| Khổng Đình Hùng 7' · Dương Văn Tuấn 15' · Nguyễn Văn Hạnh 39' | Youtube | Phan Khắc Chí 6' · Nguyễn Nhớ 39' |

| Sài Gòn FC                                                             | 4–1     | Sanest Tourist Khánh Hòa |
| ---------------------------------------------------------------------- | ------- | ------------------------ |
| Lê Công Hải 20' · Nguyễn Trường Giang 25', 27' · Nguyễn Hoàng Minh 34' | Youtube | Đỗ Anh Tuấn 40'          |

| Cao Bằng                         | 2–1     | Hoàng Thư Đà Nẵng   |
| -------------------------------- | ------- | ------------------- |
| Nguyễn Mạnh Dũng · Lưu Nhất Tiến | Youtube | Phạm Hoàng Triều Vĩ |

#### Vòng 8
| Sanna Khánh Hòa                | 2–3     | Hải Phương Nam Phú Nhuận                                  |
| ------------------------------ | ------- | --------------------------------------------------------- |
| Mai Thành Đạt · Trần Văn Thanh | Youtube | Mai Thành Doanh Toại · Lê Tấn Tiếp 27' · Vũ Quốc Hưng 40' |

| Sanest Tourist Khánh Hòa | 1–4     | Thái Sơn Bắc      |
| ------------------------ | ------- | ----------------- |
|                          | Youtube | · 27' · 40' · 40' |

| Sanatech Khánh Hòa                                                                               | 5–3     | Thái Sơn Nam                                        |
| ------------------------------------------------------------------------------------------------ | ------- | --------------------------------------------------- |
| Nguyễn Phúc 4' · Trần Minh Tuấn 19' · Khổng Đình Hùng 30' · Trần Tuyên 30' · Nguyễn Văn Hạnh 40' | Youtube | Vũ Xuân Du 1' · Trần Thái Huy 19' · Trần Văn Vũ 33' |

| Hoàng Thư Đà Nẵng | 1–3      | Tân Hiệp Hưng                                      |
| ----------------- | -------- | -------------------------------------------------- |
| Mai Đăng Phước    | Chi tiết | Phan Thành Nguyện · Cổ Trí Kiệt 27' · Đặng Anh Tài |

| Cao Bằng FC                                        | 3–2      | Sài Gòn FC                        |
| -------------------------------------------------- | -------- | --------------------------------- |
| Y-zên Niek-đam · Phạm Văn Nguyên · Vũ Ngọc Lân 40' | Chi tiết | Trần Chí Nhật · Trần Như Nhất Hội |

#### Vòng 9
| Thái Sơn Nam                                                    | 4–1     | Sanest Tourist Khánh Hòa                     |
| --------------------------------------------------------------- | ------- | -------------------------------------------- |
| Nguyễn Minh Trí 19' · Huỳnh Quốc Tâm 25' · Lương Thái Huy 31' · | Youtube | Trần Quang Hải 15' (p.l.n) · Lê Hồng Quý 35' |

| Hải Phương Nam Phú Nhuận          | 2–0     | Hoàng Thư Đà Nẵng |
| --------------------------------- | ------- | ----------------- |
| Lê Văn Khoa 6' · Vũ Quốc Hưng 37' | Youtube |                   |

| Tân Hiệp Hưng                            | 3–1      | Cao Bằng FC                                  |
| ---------------------------------------- | -------- | -------------------------------------------- |
| Trịnh Quang Vinh 2' · Nguyễn Hoàng Ái 7' | Chi tiết | Bùi Mạnh Dũng 2' · Lưu Nhất Tiến 12' (p.l.n) |

| Sài Gòn FC | 2–2      | Sanatech Khánh Hòa            |
| ---------- | -------- | ----------------------------- |
| Trần Quang | Chi tiết | Nguyễn Phúc · Khổng Đình Hùng |

| Thái Sơn Bắc                          | 2–4     | Sanna Khánh Hòa                                               |
| ------------------------------------- | ------- | ------------------------------------------------------------- |
| Lý Đăng Hưng 5' · Nguyễn Thành Tín 7' | Youtube | Mai Thành Đạt 1', 15' · Phan Khắc Chí 2' · Trần Văn Thanh 40' |

### Lượt về

#### Vòng 10
| Hoàng Thư Đà Nẵng        | 2–5              | Sanest Tourist Khánh Hòa                                                              |
| ------------------------ | ---------------- | ------------------------------------------------------------------------------------- |
| Nguyễn Trần Duy 11', 24' | Youtube Chi tiết | Lê Hồng Quý 15' · Nguyễn Thanh Sang 22', 27' · Kiều Nguyên Phúc 26' · Lê Bảo Toàn 35' |

| Sanatech Khánh Hòa                                        | 3–3              | Hải Phương Nam Phú Nhuận                     |
| --------------------------------------------------------- | ---------------- | -------------------------------------------- |
| Trần Tuyên 6' · Khổng Đình Hùng 18' · Trần Quang Toàn 21' | Youtube Chi tiết | Nguyễn Thanh Tuấn 1', 23' · Đoàn Văn Định 7' |

| Cao Bằng              | 1–1              | Thái Sơn Bắc     |
| --------------------- | ---------------- | ---------------- |
| Nguyễn Tuấn Thành 31' | Youtube Chi tiết | Lâm Tấn Phát 29' |

| Sanna Khánh Hòa                                                                      | 3–9              | Thái Sơn Nam |
| ------------------------------------------------------------------------------------ | ---------------- | --- |
| Nguyễn Quốc Hiền 5' · Nguyễn Thanh Hùng 31' · Nguyễn Đình Thanh 37' · Nguyễn Nhớ 10' | Youtube Chi tiết | Phạm Đức Hòa 11' · Lê Quốc Nam 22' · Trần Thái Huy 23' · Phùng Trọng Luân 28', 36', 37', 40' · Danh Phát 32', 38' |

| Sài Gòn FC                               | 2–1              | Tân Hiệp Hưng        |
| ---------------------------------------- | ---------------- | -------------------- |
| Nguyễn Hồng Kông 14' · Trần Chí Nhật 34' | Youtube Chi tiết | Trịnh Quang Vinh 29' |

#### Vòng 11
| Thái Sơn Bắc                              | 3–3              | Sanatech Khánh Hòa                                              |
| ----------------------------------------- | ---------------- | --------------------------------------------------------------- |
| Hoàng Tuấn Vũ 1', 22' · Trần Quang Vũ 15' | Youtube Chi tiết | Phạm Huỳnh Đức 10' · Trần Tuyên 24' · Lý Đăng Hưng 24' (ph.l.n) |

| Sanest Tourist Khánh Hòa | 0–2              | Cao Bằng FC               |
| ------------------------ | ---------------- | ------------------------- |
|                          | Youtube Chi tiết | Nguyễn Tuấn Thành 6', 37' |

| Hải Phương Nam Phú Nhuận                                                                      | 5–0              | Sài Gòn FC |
| --------------------------------------------------------------------------------------------- | ---------------- | ---------- |
| Vũ Quốc Hưng 17' · Nguyễn Ngọc Thanh Phú 17', 29' · Nguyễn Thanh Tuấn 40' · Đinh Văn Toàn 40' | Youtube Chi tiết |            |

| Sanna Khánh Hòa                                                                          | 5–3              | Hoàng Thư Đà Nẵng                                    |
| ---------------------------------------------------------------------------------------- | ---------------- | ---------------------------------------------------- |
| Phan Khắc Chí 10', 33' · Mai Thành Đạt 36' · Đặng Phước Hạnh 40' · Nguyễn Thanh Hùng 40' | Youtube Chi tiết | Vũ Thắng 18' · Dương Văn An 23' · Nguyễn Anh Duy 26' |

| Thái Sơn Nam                                              | 3–0              | Tân Hiệp Hưng |
| --------------------------------------------------------- | ---------------- | ------------- |
| Trần Văn Quý 3' · Nguyễn Đắc Huy 32' · Ngô Đình Thuận 36' | Youtube Chi tiết |               |

#### Vòng 12
| Cao Bằng FC              | 2–5              | Thái Sơn Nam                                                                                 |
| ------------------------ | ---------------- | -------------------------------------------------------------------------------------------- |
| Dương Ngọc Linh 13', 37' | Youtube Chi tiết | Huỳnh Quốc Tâm 5' · Trần Thái Huy 6' · Lê Quốc Nam 21' · Ngô Ngọc Sơn 26' · Phạm Đức Hòa 37' |

| Sài Gòn FC                            | 2–2              | Sanna Khánh Hòa                       |
| ------------------------------------- | ---------------- | ------------------------------------- |
| Nguyễn Văn Nghĩa 9' · Lê Công Hải 17' | Youtube Chi tiết | Mai Thành Đạt 14' · Phan Khắc Chí 31' |

| Sanatech Khánh Hòa              | 2–1              | Hoàng Thư Đà Nẵng    |
| ------------------------------- | ---------------- | -------------------- |
| Nguyễn Phúc 9' · Trần Tuyên 36' | Youtube Chi tiết | Trần Văn Tấn Tài 19' |

| Tân Hiệp Hưng                                                                        | 5–4              | Sanest Tourist Khánh Hòa                                                      |
| ------------------------------------------------------------------------------------ | ---------------- | ----------------------------------------------------------------------------- |
| Tôn Thất Dinh 1' · Trần Tấn Đông 12', 18' · Đặng Anh Tài 13' · Phan Thành Nguyện 18' | Youtube Chi tiết | Kiều Nguyên Phúc 11' · Lê Hồng Quý 19' · Trần Văn Hải 33' · Lý Thắng Vinh 36' |

| Thái Sơn Bắc | 2–0              | Hải Phương Nam Phú Nhuận |
| ------------ | ---------------- | ------------------------ |
|              | Youtube Chi tiết |                          |

#### Vòng 13
| Cao Bằng FC           | 2–4              | Sanatech Khánh Hòa                                            |
| --------------------- | ---------------- | ------------------------------------------------------------- |
| Bùi Mạnh Dũng 1', 40' | Youtube Chi tiết | Trần Tuyên 9', 33' · Phạm Huỳnh Đức 34' · Nguyễn Văn Hạnh 37' |

| Sài Gòn FC                                                 | 3–1              | Hoàng Thư Đà Nẵng |
| ---------------------------------------------------------- | ---------------- | ----------------- |
| Nguyễn Văn Nghĩa 26' · Trần Chí Nhật 29' · Lê Công Hải 35' | Youtube Chi tiết | Dương Văn An 17'  |

| Thái Sơn Bắc                                                      | 4–4              | Thái Sơn Nam                                                              |
| ----------------------------------------------------------------- | ---------------- | ------------------------------------------------------------------------- |
| Nguyễn Thành Tín 22', 22' · Phùng Mạnh Quý 32' · Chu Văn Tiến 38' | Youtube Chi tiết | Trần Văn Quý 11' · Danh Phát 12', 40' · Phạm Đức Hòa 40' · Ngô Đình Thuận |

| Sanna Khánh Hòa                           | 2–1              | Tân Hiệp Hưng     |
| ----------------------------------------- | ---------------- | ----------------- |
| Phan Khắc Chí 18' · Nguyễn Đình Thanh 39' | Youtube Chi tiết | Tôn Thất Dinh 23' |

| Hải Phương Nam Phú Nhuận | 6–2              | Sanest Tourist Khánh Hòa                 |
| --- | ---------------- | ---------------------------------------- |
| Vũ Quốc Hưng 1' · Lý Thắng Vinh 17' (ph.l.n) · Nguyễn Phước Quý Sang 28' · Đinh Văn Toàn 29' · Lê Tấn Tiếp 30' · Lê Văn Khoa 38' | Youtube Chi tiết | Lý Thắng Vinh 6' · Nguyễn Thanh Sang 10' |

#### Vòng 14
| Tân Hiệp Hưng                                                 | 3–5              | Sanatech Khánh Hòa                                                 |
| ------------------------------------------------------------- | ---------------- | ------------------------------------------------------------------ |
| Trịnh Quang Vinh 4' · Cổ Trí Kiệt 28' · Phan Thành Nguyện 33' | Youtube Chi tiết | Khổng Đình Hùng 6', 28' · Trần Hữu Thành 35', 38' · Trần Tuyên 40' |

| Hải Phương Nam Phú Nhuận                                                                            | 5–3      | Cao Bằng FC                                                     |
| --------------------------------------------------------------------------------------------------- | -------- | --------------------------------------------------------------- |
| Đoàn Văn Định 9', 14' · Mai Thành Danh Toại 24' · Nguyễn Ngọc Thanh Phú 26' · Nguyễn Thanh Tuấn 28' | Chi tiết | Nguyễn Thịnh Phát 6' · Trần Nhật Trung 13' · Y-zên Niek-đam 27' |

| Sanest Tourist Khánh Hòa | 1–4              | Sanna Khánh Hòa                                                                 |
| ------------------------ | ---------------- | ------------------------------------------------------------------------------- |
| Nguyễn Thành Đạt 12'     | Youtube Chi tiết | Mai Thành Đạt 3' · Phan Khắc Chí 29' · Hoàng Minh Hiếu 31' · Trần Văn Thanh 40' |

| Thái Sơn nam                                          | 3–0              | Sài Gòn FC |
| ----------------------------------------------------- | ---------------- | ---------- |
| Ngô Ngọc Sơn 16' · Lê Quốc Nam 19' · Phạm Đức Hòa 30' | Youtube Chi tiết |            |

| Thái Sơn Bắc                                                         | 4–3      | Hoàng Thư Đà Nẵng                                      |
| -------------------------------------------------------------------- | -------- | ------------------------------------------------------ |
| Nguyễn Thành Tín 15', 21' · Lâm Tấn Phát 30' · Nguyễn Văn Trường 33' | Chi tiết | Lê Nhật Quang 4' · Dương Văn An 5' · Nguyễn Anh Duy 7' |

#### Vòng 15
| Cao Bằng FC                                  | 2–3              | Sanna Khánh Hòa                                         |
| -------------------------------------------- | ---------------- | ------------------------------------------------------- |
| Nguyễn Thịnh Phát 3' · Nguyễn Tuấn Thành 22' | Youtube Chi tiết | Mai Thành Đạt 9' · Đặng Phước Hạnh 11' · Nguyễn Nhớ 24' |

| Tân Hiệp Hưng       | 1–5      | Hải Phương Nam Phú Nhuận                                                         |
| ------------------- | -------- | -------------------------------------------------------------------------------- |
| Trịnh Quang Vinh 8' | Chi tiết | Mai Thành Doanh Toại 4', 32' · Nguyễn Phước Quý Sang 7', 14' · Đinh Văn Toàn 40' |

| Thái Sơn Bắc              | 2–2              | Sài Gòn FC           |
| ------------------------- | ---------------- | -------------------- |
| Nguyễn Thành Tín 30', 38' | Youtube Chi tiết | Lê Công Hải 14', 23' |

| Thái Sơn nam                                                                         | 6–0              | Hoàng Thư Đà Nẵng |
| ------------------------------------------------------------------------------------ | ---------------- | ----------------- |
| Lê Quốc Nam 17', 20' · Tôn Thất Phi 21', 34' · Lâm Tấn Phát 26' · Nguyễn Đắc Huy 30' | Youtube Chi tiết |                   |

| Sanatech Khánh Hòa                                                                      | 6–4      | Sanest Tourist Khánh Hòa                                      |
| --------------------------------------------------------------------------------------- | -------- | ------------------------------------------------------------- |
| Nguyễn Phúc 15', 17', 38' · Trần Minh Tuấn 21' · Phan Đăng Báo 28' · Phạm Huỳnh Đức 35' | Chi tiết | Kiều Nguyên Phúc 1' · Đỗ Anh Tuấn 22', 39' · Đỗ Doãn Dũng 25' |

#### Vòng 16
| Thái Sơn Bắc | 8–6              | Tân Hiệp Hưng |
| --- | ---------------- | --- |
| Nguyễn Văn Quốc Huy 3' · Hoàng Tuấn Vũ 7', 27' · Chu Văn Tiến 7' · Nguyễn Thành Tín 18', 39' · Lâm Tấn Phát 36' · Nguyễn Văn Huy 39' | Youtube Chi tiết | Đặng Anh Tài 9' · Tôn Thất Dinh 12' · Phan Trần Nhật Nam 14' · Nguyễn Xuân An 24' · Nguyễn Văn Trung 36' · Nguyễn Tấn Đông 40' |

| Hải Phương Nam Phú Nhuận | 1–3      | Thái Sơn nam                                             |
| ------------------------ | -------- | -------------------------------------------------------- |
| Đỗ Hoài An 32'           | Chi tiết | Nguyễn Đắc Huy 12' · Trần Văn Quý 22' · Phạm Đức Hòa 34' |

| Sanna Khánh Hòa                            | 3–5              | Sanatech Khánh Hòa                                                                                  |
| ------------------------------------------ | ---------------- | --------------------------------------------------------------------------------------------------- |
| Mai Thành Đạt 10', 25' · Phan Khắc Chí 13' | Youtube Chi tiết | Khổng Đình Hùng 14' · Trần Hữu Thành 14' · Trần Tuyên 17' · Dương Văn Tuấn 18' · Phạm Huỳnh Đức 33' |

| Sanest Tourist Khánh Hòa | 1–5              | Sài Gòn FC                                                                        |
| ------------------------ | ---------------- | --------------------------------------------------------------------------------- |
| Lê Hồng Quý              | Youtube Chi tiết | Lê Công Hải · Trần Chí Nhật · Đặng Phạm Ngọc Tùng · Nguyễn Văn Nghĩa · Trần Quang |

| Hoàng Thư Đà Nẵng | 2–2      | Cao Bằng FC |
| ----------------- | -------- | ----------- |
|                   | Chi tiết |             |

#### Vòng 17
| Hải Phương Nam Phú Nhuận                   | 3–2              | Sanna Khánh Hòa                       |
| ------------------------------------------ | ---------------- | ------------------------------------- |
| Đoàn Văn Định 20' · Đinh Văn Toàn 35', 37' | Youtube Chi tiết | Phan Khắc Chí 12' · Mai Thành Đạt 15' |

| Thái Sơn Bắc                                | 3–5      | Sanest Tourist Khánh Hòa                                                          |
| ------------------------------------------- | -------- | --------------------------------------------------------------------------------- |
| Nguyễn Thành Tín 13' · Vũ Đức Tùng 24', 29' | Chi tiết | Lê Hồng Quý 7' · Kiều Nguyên Phúc 19' · Lý Thắng Vinh 20' · Trần Văn Hải 39', 40' |

| Thái Sơn nam      | 1–1              | Sanatech Khánh Hòa |
| ----------------- | ---------------- | ------------------ |
| Nguyễn Đắc Huy 7' | Youtube Chi tiết | Phạm Huỳnh Đức 5'  |

| Tân Hiệp Hưng        | 1–2              | Hoàng Thư Đà Nẵng                                       |
| -------------------- | ---------------- | ------------------------------------------------------- |
| Trịnh Quang Vinh 14' | Youtube Chi tiết | Trần Văn Trung 2' · Nguyễn Thành Tài 29' · Hồ Văn Ý 40' |

| Sài Gòn FC | 3–1      | Cao Bằng FC |
| ---------- | -------- | ----------- |
|            | Chi tiết |             |

#### Vòng 18
| Cao Bằng FC                                      | 3–2              | Tân Hiệp Hưng                         |
| ------------------------------------------------ | ---------------- | ------------------------------------- |
| Huỳnh Mi Woen 5' · N Ze Z'Dam 16' · Đình Huy 32' | Youtube Chi tiết | Tôn Thất Dinh 8' · Nguyễn Công Hải 9' |

| Sanna Khánh Hòa  | 1–1              | Thái Sơn Bắc      |
| ---------------- | ---------------- | ----------------- |
| Mai Thành Đạt 6' | Youtube Chi tiết | Hoàng Tuấn Vũ 13' |

| Hoàng Thư Đà Nẵng                               | 2–4              | Hải Phương Nam Phú Nhuận                                                   |
| ----------------------------------------------- | ---------------- | -------------------------------------------------------------------------- |
| Trần Phương Bá Thành 16' · Trần Văn Tấn Tài 37' | Youtube Chi tiết | Đinh Văn Toàn 16', 18' · Đoàn Văn Định 21' · Phan Thành Tín 24' (ph.l.n) · |

| Sanatech Khánh Hòa                                                                                      | 6–2              | Sài Gòn FC                                          |
| --- | ---------------- | --------------------------------------------------- |
| Trần Minh Tuấn 10' · Phạm Huỳnh Đức 20', 31' · Nguyễn Quốc Bảo 25' · Phan Đăng Báo 26' · Trần Tuyên 37' | Youtube Chi tiết | Đặng Phạm Ngọc Tùng 20' · Phạm Trương Hoàng Nam 35' |

| Sanest Tourist Khánh Hòa              | 2–7              | Thái Sơn nam                                                                                             |
| ------------------------------------- | ---------------- | --- |
| Nguyễn Hải Đăng 15' · Lê Hồng Quý 18' | Youtube Chi tiết | Ngô Ngọc Sơn 9', 35' · Nguyễn Đắc Huy 12', 33' · Vũ Xuân Du 17' · Phùng Trọng Luân 20' · Trần Văn Vũ 36' |

## Cầu thủ ghi bàn
Tính đến ngày 24 tháng 6 năm 2017
15 bàn
- Sanna Khánh Hòa Mai Thành Đạt

14 bàn
- Thái Sơn Bắc Nguyễn Thành Tín

12 bàn
- Santech Khánh Hòa Trần Tuyên

11 bàn
- Thái Sơn Nam Lê Quốc Nam
- Santech Khánh Hòa Trần Tuyên

10 bàn
9 bàn
- Thái Sơn Nam Phạm Đức Hòa
- Sanna Khánh Hòa Phan Khắc Chí
- Hải Phương Nam Phú Nhuận Đinh Văn Toàn

8 bàn
- Sài Gòn FC Trần Chí Nhật
- Thái Sơn Nam Nguyễn Đắc Huy

7 bàn
- Santech Khánh Hòa Khổng Đình Hùng
- Hải Phương Nam Phú Nhuận Đoàn Văn Định
- Santech Khánh Hòa Phạm Huỳnh Đức

6 bàn
- Thái Sơn Bắc Hoàng Tuấn Vũ
- Tân Hiệp Hưng Tôn Thất Dinh
- Sanest Tourist Khánh Hòa Lê Hồng Quý

5 bàn
- Thái Sơn Nam Trần Thái Huy
- Thái Sơn Nam Phùng Trọng Luân
- Santech Khánh Hòa Nguyễn Phúc
- Santech Khánh Hòa Trần Hữu Thành
- Hải Phương Nam Phú Nhuận Mai Thành Danh Toại
- Hải Phương Nam Phú Nhuận Nguyễn Ngọc Thanh Phú
- Hải Phương Nam Phú Nhuận Nguyễn Thanh Tuấn
- Sanest Tourist Khánh Hòa Đỗ Anh Tuấn
- Sài Gòn FC Lê Công Hải

4 bàn
- Thái Sơn Nam Nguyễn Minh Trí
- Thái Sơn Nam Danh Phát
- Thái Sơn Nam Ngô Ngọc Sơn
- Santech Khánh Hòa Nguyễn Văn Hạnh
- Santech Khánh Hòa Nguyễn Quốc Bảo
- Hải Phương Nam Phú Nhuận Nguyễn Phước Quý Sang
- Tân Hiệp Hưng Phan Thành Nguyện
- Tân Hiệp Hưng Nguyễn Tấn Đông
- Tân Hiệp Hưng Trịnh Quang Vinh
- Cao Bằng Nguyễn Tuấn Thành
- Sanna Khánh Hòa Nguyễn Nhớ
- Hoàng Thư Đà Nẵng Dương Văn An
- Hoàng Thư Đà Nẵng Trần Văn Trung
- Thái Sơn Bắc Vũ Đức Tùng
- Sanest Tourist Khánh Hòa Trần Văn Hải

3 bàn
- Hải Phương Nam Phú Nhuận Vũ Quốc Hưng
- Thái Sơn Bắc Phùng Mạnh Quý
- Cao Bằng Bùi Mạnh Dũng
- Cao Bằng N Ze Z'Dam
- Tân Hiệp Hưng Cổ Trí Việt
- Tân Hiệp Hưng Đặng Anh Tài
- Sanest Tourist Khánh Hòa Nguyễn Thanh Sang
- Sanest Tourist Khánh Hòa Kiều Nguyên Phúc
- Sanest Tourist Khánh Hòa Lý Thắng Vinh
- Thái Sơn Nam Tôn Thất Phi
- Thái Sơn Nam Trần Văn Quý
- Thái Sơn Nam Trần Văn Vũ
- Sài Gòn FC Nguyễn Văn Nghĩa
- Hoàng Thư Đà Nẵng Trần Văn Tấn Tài
- Santech Khánh Hòa Trần Minh Tuấn

2 bàn
- Hoàng Thư Đà Nẵng Đoàn Ngọc Hào
- Hoàng Thư Đà Nẵng Lê Tuấn
- Hoàng Thư Đà Nẵng Nguyễn Trần Duy
- Hoàng Thư Đà Nẵng Nguyễn Anh Duy
- Hoàng Thư Đà Nẵng Trần Phương Bá Thành
- Hải Phương Nam Phú Nhuận Lê Tấn Tiếp
- Hải Phương Nam Phú Nhuận Đỗ Hoài An
- Santech Khánh Hòa Dương Anh Tùng
- Santech Khánh Hòa Phan Đăng Báo
- Thái Sơn Bắc Chu Văn Tiến
- Thái Sơn Bắc Lâm Tấn Phát
- Thái Sơn Nam Ngô Đình Thuận
- Thái Sơn Nam Huỳnh Quốc Tâm
- Thái Sơn Nam Lâm Tấn Phát
- Thái Sơn Nam Vũ Xuân Du
- Sanna Khánh Hòa Lê Anh Tuấn
- Sanna Khánh Hòa Đoàn Tấn Đạt
- Sanna Khánh Hòa Nguyễn Thanh Hùng
- Sanna Khánh Hòa Nguyễn Đình Thanh
- Sanna Khánh Hòa Trần Văn Thanh
- Sanna Khánh Hòa Dung
- Sanna Khánh Hòa Đặng Phước Hạnh
- Sài Gòn FC Nguyễn Hữu Thắng
- Sài Gòn FC Nguyễn Hồng Kông
- Sài Gòn FC Đặng Phạm Ngọc Tùng
- Cao Bằng Dương Ngọc Linh
- Cao Bằng Nguyễn Thịnh Phát
- Cao Bằng Trần Nhật Trung
- Tân Hiệp Hưng Nguyễn Văn Trung

1 bàn
- Sanest Tourist Khánh Hòa Nghiêm Gia Hiển
- Sanest Tourist Khánh Hòa Nguyễn Phúc
- Sanest Tourist Khánh Hòa Lê Bảo Toàn
- Sanest Tourist Khánh Hòa Nguyễn Thành Đạt
- Sanest Tourist Khánh Hòa Đỗ Doãn Dũng
- Sanest Tourist Khánh Hòa Nguyễn Hải Đăng
- Hoàng Thư Đà Nẵng Mai Đăng Phước
- Hoàng Thư Đà Nẵng Huỳnh Văn Phúc
- Hoàng Thư Đà Nẵng Vũ Thắng
- Hoàng Thư Đà Nẵng Lê Nhật Quang
- Hoàng Thư Đà Nẵng Hồ Văn Ý
- Hoàng Thư Đà Nẵng Nguyễn Thành Tài
- Hải Phương Nam Phú Nhuận Nguyễn Hữu Thiện
- Hải Phương Nam Phú Nhuận Lê Văn Khoa
- Santech Khánh Hòa Ý Nghĩa Eban
- Santech Khánh Hòa Trần Quang Toàn
- Santech Khánh Hòa Dương Văn Tuấn
- Thái Sơn Bắc Từ Minh Quang
- Thái Sơn Bắc Phạm Tấn Phát
- Thái Sơn Bắc Trần Quang Vũ
- Thái Sơn Bắc Nguyễn Văn Trường
- Thái Sơn Bắc Nguyễn Văn Quốc Huy
- Thái Sơn Bắc Nguyễn Văn Huy
- Cao Bằng Phạm Văn Nguyên
- Cao Bằng Lưu Nhất Tiến
- Cao Bằng Lâm Tấn Phát
- Cao Bằng Huỳnh Mi Woen
- Cao Bằng Đình Huy
- Thái Sơn Nam Lương Thái Huy
- Sanna Khánh Hòa Nguyễn Đình Ý Hòa
- Sanna Khánh Hòa Nguyễn Quốc Hiền
- Sanna Khánh Hòa Hoàng Minh Hiếu
- Tân Hiệp Hưng Nguyễn Hoàng Ái
- Tân Hiệp Hưng Phan Trần Nhật Nam
- Tân Hiệp Hưng Nguyễn Xuân An
- Tân Hiệp Hưng Nguyễn Công Hải
- Sài Gòn FC Nguyễn Hoàng Minh
- Sài Gòn FC Trần Như Nhất Hội
- Sài Gòn FC Trần Quang
- Sài Gòn FC Phạm Trương Hoàng Nam

Lập Poker
- Thái Sơn Nam Phùng Trọng Luân (trong trận gặp Sanna Khánh Hòa) ở vòng 10

Lập Hat-trick
- Thái Sơn Nam Phạm Đức Hòa (trong trận gặp Thái Sơn Bắc) ở vòng 4
- Thái Sơn Nam Trần Văn Vũ (trong trận gặp Hải Phương Nam Phú Nhuận) ở vòng 7
- Sanatech Khánh Hòa Nguyễn Phúc (trong trận gặp Sanest Tourist Khánh Hòa) ở vòng 15

1 bàn phản lưới nhà
- Hoàng Thư Đà Nẵng Phan Thành Tín (trong trận gặp Hải Phương Nam Phú Nhuận) ở vòng 18
- Sanest Tourist Khánh Hòa Lê Hồng Quý (trong trận gặp Hải Phương Nam Phú Nhuận) ở vòng 2
- Sanest Tourist Khánh Hòa Trần Quang Hải (trong trận gặp Thái Sơn Nam) ở vòng 9
- Sanest Tourist Khánh Hòa Lý Thắng Vinh (trong trận gặp Hải Phương Nam Phú Nhuận) ở vòng 13
- Sài Gòn FC Nguyễn Hồng Kông (trong trận gặp Hải Phương Nam Phú Nhuận) ở vòng 2
- Thái Sơn Bắc Nguyễn Văn Quốc Huy (trong trận gặp Thái Sơn Nam) ở vòng 4
- Sanatech Khánh Hòa Dương Anh Tùng và Nguyễn Quốc Bảo (trong trận gặp Tân Hiệp Hưng) ở vòng 5
- Sanatech Khánh Hòa Lý Đăng Hưng (trong trận gặp Thái Sơn Bắc) ở vòng 11
- Thái Sơn Bắc Nguyễn Văn Trường (trong trận gặp Sài Gòn FC) ở vòng 6
- Thái Sơn Nam Vũ Xuân Du (trong trận gặp Hoàng Thư Đà Nẵng) ở vòng 6
- Cao Bằng FC Lưu Nhất Tiến (trong trận gặp Tân Hiệp Hưng) ở vòng 9